# 真田十勇士 (ゲーム)
『真田十勇士』（さなだじゅうゆうし）は、1988年6月27日にコトブキシステムより発売されたファミリーコンピュータ用ロールプレイングゲーム。
プレイヤーは上田城主・真田昌幸の命を受けた真田幸村となり、日本各地にいる真田十勇士を集め、仇敵・徳川家康を討ち取るのが目的。経験値の概念がなく真田軍は戦闘時に敵兵を説得し味方につけて行くことにより強化される。
2004年に携帯電話アプリゲームとしてVアプリ版が配信された他、2005年にはiアプリ、EZアプリ版、2006年にはウィルコム版がそれぞれ配信された。その後、2011年にはiOS版、Android版が配信された。
ファミリーコンピュータ版はゲーム誌『ファミコン通信』の「クロスレビュー」にて、シルバー殿堂入りを獲得した。

## ゲーム内容

### システム
フィールドマップ形式のRPGでランダムエンカウントで現れる敵兵と戦闘や説得を行いながら自軍を強化。十勇士達の持つ固有の得意技を使いながら、各地のイベントを進めていく。
幸村と十勇士はそれぞれ率いる兵科が決められており、説得しやすい敵兵科と、戦闘の際に得手不得手とする兵科が設定されている。また率いる兵には忠誠度が設定されており、戦闘を命じたり新規に兵を補充すると低下していく。忠誠度が下がると攻撃力が低下していき、0になると謀叛を起こし真田軍との強制戦闘になるため、定期的に兵糧を俸禄として与え忠誠度を保つ必要がある。逆に忠誠度を高く保っていると、（相性もあるが）家来の人数が少な目でも多くの敵を倒し、被害も軽微になりやすい。
家来の人数が多いほど多くの兵糧が要り、忠誠度の減りが早い。最大は勇士それぞれに250人。

ゲーム内で売買される兵糧・武器の価格は変動相場制でプレイ時間の経過によりランダムで上下する他、場所によってもその価格が異なる。このため相場を利用した資金稼ぎも可能ではあるが、瞬時にマップ移動する方法が無いため売買する箇所が離れていると、時間経過で相場が再変動し、金稼ぎができなくなる場合もある。

### 戦闘
敵兵と遭遇すると敵が前口上を述べ、その後プレイヤーが戦うか、説得するか、退却するかを選択。
戦う場合、相性によって大きく戦闘結果が異なり、不得手な兵科を相手にすると最大兵力である250人で挑んでも殆ど敵兵を減らすことができず、反撃で大損害を被る。また兵士数は攻撃力であると共にHPでもあるためダメージを受けるほど攻撃力も下がり、兵士数が0になるとその武将は戦闘不能となる。幸村と十勇士達の兵が全滅した場合、上田城に強制送還され、それぞれ最低限の兵士20人をつけられて上田城から再スタートとなる。それ以外のペナルティは無いが、進めていた地点まで瞬時に移動する手段が無い為、ゲームの進行が進むほど一回の全滅で攻略していた状況まで戻すのが面倒なシステムとなっている。
説得する場合も、相性によって成否が異なり、基本的に敵と同じ兵種の勇士が説得に成功しやすい。説得に失敗した場合、敵から攻撃を受けてしまう。説得に成功した場合、自軍に引き入れる兵士数と、誰の配下になるかを選択する。この時、旗本侍を幸村隊に、甲賀忍者を望月もしくは佐助隊に引き入れるなど双方の兵科が一致した場合、兵糧を消費するだけで味方にすることができるが、兵科に相違があった場合、兵糧に加え、引き入れる兵と同数の武器が必要となる他、訓練から脱落し数名の兵が脱走してしまう。また武器が無い場合、「仲間にはなれぬ」として交渉打ち切りとなり、そのまま何も得ず戦闘終了となる等、基本的には違う兵種に付けるのは損が多い。
なお敵が家康の手下であった場合、相性に関係なく説得に失敗しやすくなる。

## 登場人物
| 武将名     | 兵科     | 武器   | 特技       |
| ---------- | -------- | ------ | ---------- |
| 真田幸村   | 旗本侍   | 刀     | 無し       |
| 望月六郎   | 甲賀忍者 | 爆弾   | 関所の爆破 |
| 猿飛佐助   | 甲賀忍者 | 手裏剣 | 物資調達   |
| 海野六郎   | 伊賀忍者 | 鎖鎌   | 物探し     |
| 霧隠才蔵   | 伊賀忍者 | 煙玉   | 情報収集   |
| 根津甚八   | 根来忍者 | 吹き矢 | 操船       |
| 三好清海   | くノ一   | 短剣   | 開錠       |
| 三好伊三   | 僧兵     | 金棒   | 怪力       |
| 穴山小介   | 槍兵     | 槍     | 相場調査   |
| 由利鎌之助 | 剣士     | 剣     | 兵士調達   |
| 筧十蔵     | 鉄砲隊   | 鉄砲   | 変装の透視 |

## 移植版
| No. | タイトル   | 発売日         | 対応機種                 | 開発元           | 発売元           | メディア                              | 型式 | 備考 |
| --- | ---------- | -------------- | ------------------------ | ---------------- | ---------------- | ------------------------------------- | ---- | ---- |
| 1   | 真田十勇士 | 2004年11月1日  | ボーダフォン （Vアプリ） | ケムコ           | ケムコ           | ダウンロード （ケムコ帝国）           | -    |      |
| 2   | 真田十勇士 | 2005年4月4日   | iアプリ                  | ケムコ           | ケムコ           | ダウンロード （ウリキリ！ケムコ帝国） | -    |      |
| 3   | 真田十勇士 | 2005年11月17日 | EZアプリ                 | ケムコ           | ケムコ           | ダウンロード （ケムコ帝国）           | -    |      |
| 4   | 真田十勇士 | 2006年4月5日   | PHS （ウィルコム）       | ケムコ           | ケムコ           | ダウンロード （ケムコ帝国）           | -    |      |
| 5   | 真田十勇士 | 2011年8月22日  | iPhone (iOS)             | コトブキシステム | コトブキシステム | ダウンロード                          | -    |      |
| 6   | 真田十勇士 | 2011年11月22日 | Android                  | コトブキシステム | コトブキシステム | ダウンロード                          | -    |      |

## 評価
ファミリーコンピュータ版
- ゲーム誌『ファミコン通信』の「クロスレビュー」では、7・8・8・7の合計30点（満40点）でシルバー殿堂入りを獲得[11]、レビュアーの意見としては、「SLGとも『桃太郎伝説』のようなRPGともいえる一風変わったゲーム」としながら「システムは新しい試み」であると指摘、「経験値システムはなく最初は不安だったがうまくまとまっている」と既存のゲームシステムとの違いを肯定的に評価、また「マップでは可愛い2頭身」、「戦闘ではリアルなグラフィックになるのが結構素敵」とキャラクター造形に関しても肯定的に評価、さらに「スクロールはやや見難いがバランスがよくて面白く新しい試みは成功している」と一部の問題点を指摘したものの概ね肯定的に評価した[11]。

- ゲーム誌『ファミリーコンピュータMagazine』の読者投票による「ゲーム通信簿」での評価は20.86点（満30点）となっている[1]。また、同雑誌1991年5月10日号特別付録の「ファミコンロムカセット オールカタログ」では「数千の兵を操るシミュレーションの要素と、仲間となる十勇士を集め戦力を上げるロールプレイング要素とが上手くからみあっているゲーム」と、ゲームシステムに関して肯定的なコメントで紹介されている[1]。

| 項目 | キャラクタ | 音楽 | 操作性 | 熱中度 | お買得度 | オリジナリティ | 総合  |
| 得点 | 3.74       | 3.30 | 3.31   | 3.63   | 3.32     | 3.56           | 20.86 |

- ゲーム誌『CONTINUE』では、「十勇士のHPが部下の人数となっていて、出てくる敵を説得して仲間にする点」をユニークであると表現、またゲームのシステム上、二千人以上の部隊を引き連れて野山をさすらう事になる点、その挙げ句に家康のいる天守閣に突入して攻め上る事になる点に関して「史実無視ながらも、カッコ良すぎる設定が魅力」と世界観設定に関して肯定的に評価している[12]。